# 古市 (広島市)
古市（ふるいち）は広島市安佐南区の地名。一丁目から四丁目までが設置されている。郵便番号731-0123（安佐南郵便局管区）。2018年6月末現在の人口は5,207人。

## 地理
国道183号（可部街道）が地区の中央部をとおり、東側には古川が流れている。

## 歴史
明治から大正にかけて麻の産地、集散地と栄えて「麻の古市」として全国的にも知られた地区でもある。1973年に、広島市と合併し、1980年に広島市が政令指定都市となって安佐南区ができると、区役所も出来た事により安佐南区の行政の中心地区となった。

### 地名の由来
古来より東西南北の交通の要衝であったため、人と物が集まることにより市をなしていたことがこの地名の由来とされる。

## 交通

### 鉄道
- JR可部線 - 古市橋駅
- 広島高速交通広島新交通1号線（アストラムライン） - 古市駅

### 道路
- 国道183号
- 広島県道38号広島豊平線

## 施設
- 安佐南区役所
- 古市公民館
- 広島市立古市小学校　- 町内全域が学区内である。
- 古市保育園
- 広島銀行古市支店
- もみじ銀行古市支店
- 広島商銀古市支店
- 久保山神社
- 浄宗寺（浄土真宗本願寺派）
- 薬師寺（高野山真言宗）
- 広島福音自由教会安佐南チャペル

## 人口・世帯数
2018年6月末の人口・世帯数は以下の通り。
| 町名       | 人口  | 世帯数 |
| ---------- | ----- | ------ |
| 古市一丁目 | 1,789 | 866    |
| 古市二丁目 | 1,404 | 721    |
| 古市三丁目 | 1,502 | 775    |
| 古市四丁目 | 512   | 294    |
| 計         | 5,207 | 2,653  |

## 出身人物
- 猫田勝敏 - バレーボール選手